# Сенанаяке, Дадли Шелтон
Дадли Шелтон Сенанаяке (англ. Dudley Shelton Senanayake, синг. ඩඩ්ලි ශෙල්ටන් සේනානායක; 19 июня 1911, Британский Цейлон — 13 апреля 1973, Коломбо, Шри-Ланка) — государственный деятель Цейлона, трижды занимал пост премьер-министра Цейлона (1952—1953, 1960 и 1965—1970). Сын первого премьер-министра страны Дона Стивена Сенанаяке.

## Биография

### Образование. Политическая и министерская карьера
Принадлежал к богатой семье Сенанаяке, которая активно участвовала в местной политике колониальной эпохи. Его дед по отцовской линии Мудалияр Дон Спатер Сенанаяке создал семейное богатство с помощью добычи графита, которую он позже расширил на плантации каучука и инвестиции в аренду франшизы по производству араки. Его отцом был будущий первый премьер-министр Цейлона Дон Стивен Сенанаяке.
Окончил с золотой медалью королевы Виктории престижный колледж Святого Томаса, где он преуспел в учебе и спорте. Продолжил образование в кембриджском колледже Корпус-Кристи, затем получил лицензию на право адвокатской деятельности в лондонском Миддл-Темпле. 
По возвращении на Цейлон в 1935 году он принял присягу в качестве адвоката Верховного суда Цейлона и ненадолго приступил к юридической практике, прежде чем отец настоял, чтобы он полностью посвятил себя политической деятельности. В 1937 году избран в Государственный совет Цейлона, одновременно на протяжении десяти лет служил помощником отца, занимавшего пост министра сельского хозяйства. Являлся секретарем Цейлонского национального конгресса. В 1946 году сменил своего отца на посту министра сельского хозяйства, продолжив его начинания, в частности развитие ирригационной системы — в рамках проекта Gal Oya, удалось сделать плодородными более 120 000 акров земли. Также инициировал схему гарантированных цен для рисовых и фермеров. После отставки в 1951 году Соломона Бандаранаике одновременно занял пост министра здравоохранения и местного самоуправления. 
Так и не женившись, он всю жизнь оставался холостяком. 

### Премьер-министр Цейлона
В 1952 году Дон Стивен Сенанаяке скоропостижно скончался незадолго до парламентских выборов, и генерал-губернатор лорд Солбери неожиданно предложил на пост премьер-министра сына покойного. Объединённая национальная партия (ОНП) согласилась с этим выбором. Под руководством Сенанаяке-младшего им удалось выиграть выборы, несмотря на появление сильной левой оппозиции в лице Партии свободы во главе с Соломоном Бандаранаике. Однако уже в 1953 году политика министра финансов Джаявардене по урезанию социальных пособий малоимущим и повышению цен на рис привела к отставке не только Джаявардене, но и самого премьер-министра. Это, впрочем, не спасло партию от поражения на выборах 1956 года, после чего её вновь возглавил Сенанаяке. Он поддержал идею создания профсоюзов-партнеров ОНП, известных как Джатика Севака Сангамаяс и выступил против национализации страховых компаний и порта Коломбо. В 1960 году ему удалось незначительно опередить левых и вновь сформировать правительство, но всего через три месяца он был вынужден созвать досрочные выборы, на которых опять потерпел поражение. 
В 1965 году ему удалось вновь сформировать правительство при поддержке целого ряда малых партий, в первую очередь тамильских националистов. В марте того же года он пережил покушение, когда в дом Эсмонда Викремесингхе была брошена бомба через несколько минут после того как Сенанаяке покинул помещение. Возглавляемый им кабинет предпринял ряд мер по развитию национальной экономики, в первую очередь за счёт туристической отрасли; добился успехов в развитии строительства (программа развития Махавели) и инфраструктуры. Провел ряд реформ в сфере образования, расширив систему профессионального образования, в 1966 году основал Цейлонский технологический колледж, а в 1969 году — шесть младших университетских колледжей. Его внешняя политика была прозападной, но он поддерживал хорошие отношения с коммунистическими странами, такими как Китай, заключив Цейлонско-китайское торговое соглашение (1952). 
В 1966 году правительство заявило о попытке государственного переворота, командующий армией и несколько военнослужащих были арестованы. Однако впоследствии все обвинения были сняты, что способствовало снижению общественного доверия к кабинету. Также произошел ряд коррупционных скандалов.  Одновременно обострились противоречия между Сенанаяке, выступавшим за популистскую примиренческую политику (он, в частности, придал тамильскому языку официальный статус в районах проживания тамилов), и Джаявардене, предлагавшим перейти на позиции сингальского национализма и экономического консерватизма. Рост межнациональных противоречий привёл к тому, что на выборах 1970 года выступавшая с радикально сингальско-националистических позиций Партия свободы победила с разгромным перевесом. Политик оставался формальным лидером ОНП до своей кончины три года спустя, но по состоянию здоровья фактически передал руководство оппозицией Джаявардене.
Памятники в честь политика были установлены во многих частях Шри-Ланки, в том числе одна в Старом здании парламента в Коломбо, его имя носят многие школы, библиотеки и общественные здания. 